# مجموعة مصرفات جنو
مجموعة مصرفات جنو أو مجموعة مترجمات جنو (بالإنجليزية: GNU Compiler Collection)، ويعرف اختصارًا بجي سي سي (بالإنجليزية: GCC) هو مصرف من لغات البرمجة إلى لغة الآلة أو المعالج الحاسوبي وتتميز مجموعة مصرفات جنو بأنها تترجم أكثر من لغة برمجة مثل لغة سي، سي++، جافا، فورتران، سي-الكائنية، ولغة آدا، هو طاقم من مصرفات اللغات البرمجيّة من إنتاج مشروع جنو. وهي برمجيات حرة توزعها مؤسسة البرمجيات الحرة تحت رخصة جنو العمومية ورخصة جنو العمومية الصغرى. بالإضافة إلى كونها المصرّف الرسمي لأنظمة جنو، فقد تم اعتمادها على أنها المصرف القياسي أو الأساسي من قبل أنظمة التشغيل الحديثة شبيهة يونكس Unix-like، بما فيها لينكس وأنظمة تشغيل بي إس دي BSD وماك أو.إس عشرة. تم ربط مجموعة مصرفات جنو إلى العديد من معماريات الحاسوب Computer Architectures، وقد انتشرت كأداه في بيئات تطوير البرامج IDE التجارية ومغلقة المصدر، تستخدم المجموعة أيضاً في منصات مدمجة شهيرة مثل سيمبيان وبلاي ستيشن.
الإصدار 1.0 من GCC كان في عام 1987 وكان اسمها اختصاراً لمصرف جنو للغة سي GNU C Compiler بسبب دعمها للغة سي فقط، وقد تم مد نطاقها لتتمكن من تصريف لغة سي++ في ديسمبر من نفس العام. فيما بعد تم عمل تطويرات لدعم فورتران وباسكال وجافا وأدا بالإضافة إلى لغات أخرى.

## نبذة تاريخية
بدأت مجموعة مصرفات جنو من قبل ريتشارد ستالمن عام 1985. لقد قام بتوسيع مصرف لترجمة لغة السي كان موجود مسبقاً. المصرف تم كتابته وترجمته بلغة باستيل Pastel، وهي امتداد للغة باسكال. ثم تمت إعادة كتابته بلغة السي من قبل لين تاور وريتشارد ستالمن وتم إطلاقه عام 1987 ليكون المصرّفم لمشروع جنو. أشرف على تطويره مؤسسة البرمجيات الحرة.

## وصلات خارجية
- الموقع الرسمي
- مجموعة مصرفات جنو على موقع Open Hub (الإنجليزية)
- مجموعة مصرفات جنو على موقع Free Software Directory (الإنجليزية)
- مجموعة مصرفات جنو على موقع Framasoft (الفرنسية)